# جهاز إنذار

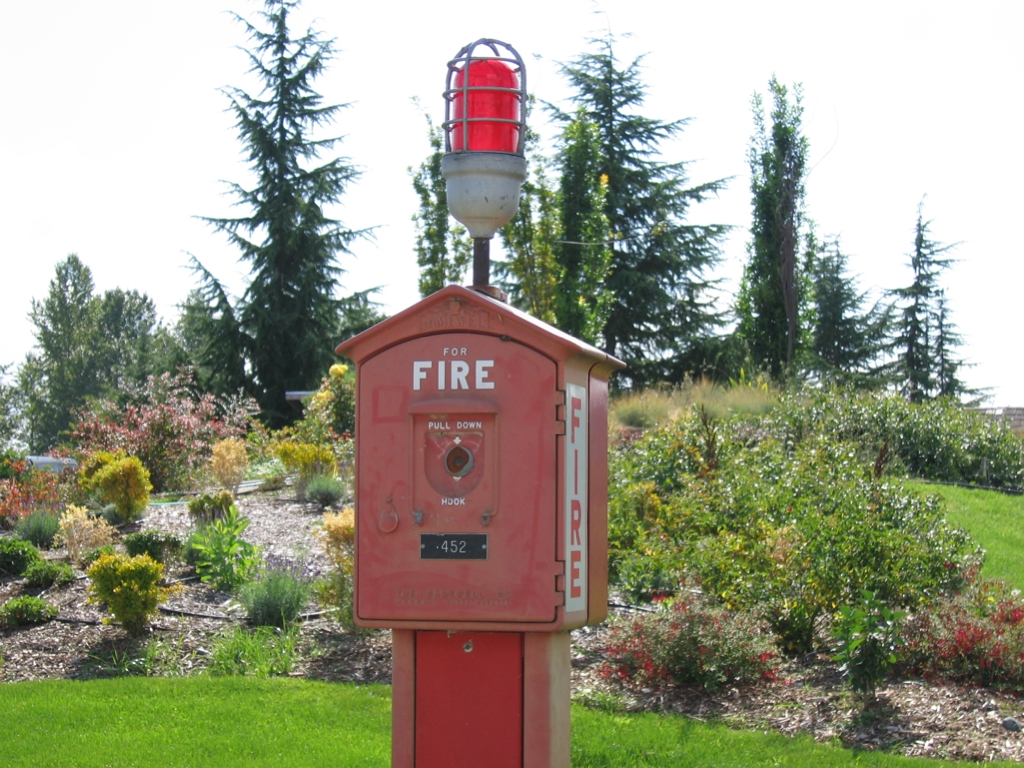
إنذار الحريق في حديقة ماغنوسون

يعطي جهاز الإنذار أو نظام أجهزة الإنذار إشارة صوتية أو بصرية أو أي شكل آخر من أشكال الإشارات حول مشكلة أو حالة معينة. غالبًا ما يتم تجهيز أجهزة الإنذار باستخدام صفارات الإنذار.
تشمل أجهزة الإنذار:
- أجهزة الإنذار ضد السرقة، مصممة للتحذير من عمليات السطو. غالبًا ما يكون هذا إنذارًا صامتًا: يتم تحذير الشرطة أو الحراس دون الإشارة إلى السارق، مما يزيد من فرص الإمساك به.
- يمكن أن تنبه المنبهات أو تصدر صوتًا أو تدق كإنذار في وقت محدد لإيقاظ شخص ما أو لتذكيرات أخرى
- كما أن أنظمة التحكم الموزعة (DCS) الموجودة في محطات الطاقة النووية والمصافي والمنشآت الكيميائية تولد إنذارات لتوجيه انتباه المشغل إلى حدث مهم يحتاج إلى معالجته.
- إنذارات في نظام مراقبة التشغيل والصيانة (O&M)، والذي يُعلم حالة العمل السيئة بـ (جزء معين من) النظام قيد المراقبة.
- إنذارات السلامة، والتي تنفجر إذا حدثت حالة خطيرة. إنذارات السلامة العامة المشتركة تشمل:
  - صفارات الدفاع المدني المعروفة أيضا باسم صفارات الإنذار اعصار أو صفارات الإنذار غارة جوية
  - أنظمة إنذار الحريق
    - جهاز إعلام إنذار الحريق
    - «حريق متعدد الإنذار»، وهو مقياس محدد محليًا لخطورة الحريق ورد فعل قسم الحريق المطلوب.
    - كاشف الدخان

  - إنذار شخصي
  - يوفر نظام التحقق من إنذار الفيديو إخطارات فورية عند اكتشاف تهديد محتمل يتم التحقق منه من خلال تغذية الفيديو.
  - tocsins - طريقة تاريخية لإثارة الإنذار

أجهزة الإنذار لديها القدرة على التسبب في استجابة الكر والفر عند البشر؛ سيخاف الشخص تحت هذه الحالة ويهرب إما من الخطر المتصور أو يحاول التخلص منه، وغالبا ما يتجاهل الفكر العقلاني في كلتا الحالتين. يمكن وصف شخص في مثل هذه الحالة بأنه «قلق».

## أصل الكلمة
جاءت الكلمة من الفرنسية القديمة A 'larme بمعنى «إلى الأسلحة»، مطالبة الرجال المسلحين بالتقاط أسلحتهم والاستعداد للعمل، لأن العدو ربما يظهر فجأة.